# Macrobaenetes algodonensis
Macrobaenetes algodonensis är en insektsart som beskrevs av Tinkham 1962. Macrobaenetes algodonensis ingår i släktet Macrobaenetes och familjen grottvårtbitare. Inga underarter finns listade i Catalogue of Life.